# 武汉杨泗港长江大桥
武汉杨泗港长江大桥是武汉市一座双层公路悬索桥，跨越长江连接武昌区和汉阳区，2013年开工兴建，2019年10月8日建成通车 
。总长度4,317.8（14,166英尺），其中跨江段长约2.2 公里（汉阳岸堤至武昌岸堤），起于汉阳区国博立交，止于武昌区八坦立交。

## 工程内容
大桥按双层12车道布置，上层为六车道快速路，直接连接两座立交，设计行车速度80每小時（50英里每小時）；下层为六车道城市主干道，连接汉阳江鹦路和武昌八坦路，设计行车速度60每小時（37英里每小時），两边设置人行道；上下层桥面总宽均为33（108英尺）。上下两层均设置人行道。
主桥采用单跨悬索桥方案，主跨为1,700（5,577英尺）；汉阳侧引桥长度1,156.4（3,794英尺），包含2座大跨度连续梁（跨鹦鹉堤道和鹦鹉大道），4条下桥匝道和2条上下层转换匝道；武昌侧引桥长度1,461.4（4,795英尺），包含2座大跨度连续梁（跨八铺街堤和武金堤），2座大型上下桥及上下层转换互通匝道。
工程总投资约80.34亿元人民币，设计工期54个月。大桥由全国工程设计大师、中铁大桥勘测设计院副总工程师徐恭义担任总设计师。
杨泗港长江大桥的具有一系列技术创新和突破，主塔基础2号塔底节钢沉井下水重量高达6200墩 ，是国内外采用气囊法下水重量最大的沉井，沉井下沉首次采用坚硬土层条件下超大沉井结构设计和施工下沉新技术；悬索桥钢桁加劲梁在国际上首次采用了大节段全焊拼装结构设计，其线形控制、大节段制造运输和千吨级构件整体吊装等技术和工艺方法具有开创性；主缆钢丝丝径6.2mm，抗拉强度1960MPa，是世界最高级别，并由中国企业制造生产；全桥施工工期4年三个月，以36天的时间完成1700m悬索桥钢梁的吊装施工，其工期和速度创世界纪录。

## 景观
桥底设计简洁，能见度低时看不到桥墩。雨水从排水口下落形成水帘，成为当地一大奇景。